# Rufius Synesius Hadrianus
 (novembre 2019).
Si vous disposez d'ouvrages ou d'articles de référence ou si vous connaissez des sites web de qualité traitant du thème abordé ici, merci de compléter l'article en donnant les références utiles à sa vérifiabilité et en les liant à la section « Notes et références ».
Rufius Synesius Hadrianus (fl. aut. 470) est un homme politique de l'Empire romain.

## Biographie
Fils de Rufius Postumius Festus et de sa femme Hadriana.
Il fut préfet de l'urbe de Rome autour 470.
Il fut le grand-père paternel de Hadrianus, qui fuit à Constantinople en 546 et fut le grand-père paternel de Johannes, candidat a empereur et père de Theodoros Chilas.